# Абдест
Абдест произлиза от персийските думи (آب, Аб – вода) и (دست, Дест – държане), което означава „държане на водата или чистотата – с други думи, да се държим и останем чисти. А от терминологична гледна точка абдест означава „миенето на определени части от тялото по определен начин. Думата абдест на днешно време се използва от мюсюлманите в Турция и останалите мюсюлмани, говорещи турски език. На арабски абдест е وضوء.
Доказателството за абдеста: В свещения Коран се казва: „О, вярващи, когато станете за намаза, измийте лицето и ръцете си до лактите, и обършете главата, и измийте нозете си до глезените.“ (Коран – 5/6)
Как се взема абдест: Най-напред се измиват ръцете до китките три пъти, после три пъти подред се взима вода и се мие устата заедно с носа, а след това се мие лицето също три пъти. Три пъти се измиват и ръцете от пръстите до лактите, като се започва от дясната ръка, след това се намокрят ръцете и се забърсват главата веднъж от челото (откъдето започва косата) до задната част на главата (където свършва косата) и обратно, след което ушите – с показалеца вътрешната част, а с палеца – външната, накрая се измиват старателно и краката до глезените три пъти.
Абдест се взима за всеки религиозен обред при мюсюлманите, като намаз, четене на Коран и т.н.